# Ночь, в которую мы с тобой так никогда и не встретились
«Ночь, в которую мы с тобой так никогда и не встретились» (англ. The Night We Never Met) — кинофильм.

## Сюжет
Сэм постоянно конфликтует со своими соседями по квартире, которые, по его мнению, не имеют никакого понятия о праве на личную жизнь и даже о простейшей гигиене. В таких ужасных условиях он соглашается проводить две ночи в неделю в другой квартире, в которой также отведённые себе ночи проводят молодой хозяин квартиры по имени Брайан, весьма неприятный в общении, и Эллен, мечтающая о карьере художника и пытающаяся освободиться от уже порядком надоевшего брака. Всё идёт своим чередом, пока Сэм и Брайан не меняются своими ночами, не сообщив об этом Эллен, которая, заметив всякие улучшения в окружающей обстановке, приписывает их Брайану, а вовсе не доброму и ответственному Сэму.

## В ролях
- Мэттью Бродерик — Сэм Лестер
- Аннабелла Шиорра — Эллен Холдер
- Джинн Трипплхорн — Пэстл
- Кевин Андерсон — Брайан МакВей
- Жюстин Бейтман — Жанет Бихан
- Кристин Барански — Люси
- Майкл Мэнтелл — Аарон Холдер
- Дана Уиллер-Николсон — Инга
- Дорис Робертс — любопытная соседка
- Брук Смит — Кэта

## Даты премьер
Даты приведены в соответствии с данными IMDb.
- США — 30 апреля 1993 года
- Великобритания — 27 августа 1993 года
- Германия — 3 февраля 1994 года
- Франция — 4 мая 1994 года
- Португалия — 4 августа 1995 года